# Pablo Banchio
Pablo Rafael Banchio (Rosario, 8 de septiembre de 1965) es doctor en Derecho, abogado, profesor y jurista argentino. Luego de completada su formación académica como procurador y abogado en 1995, se graduó de Especialista en Asesoría Jurídica de Empresas (Universidad de Buenos Aires) en el año 2000, Magister en Derecho Empresarial (Universidad Austral) en 2004 y Doctorado en Derecho (Universidad de Ciencias Empresariales y Sociales) con Orientación en Derecho Privado.
Paralelamente al inicio de los estudios de doctorado, que culminaron con la Tesis "El tetraedro del Derecho. Aportes para una Teoría General del Derecho Privado Trialista", comenzó su actividad docente, siendo profesor desde 2005 de Elementos de Derecho Comercial y Sociedades Civiles y Comerciales en la Facultad de Derecho de la Universidad de Buenos Aires (UBA), desde 2007 de Regulación Jurídica Bancaria y Financiera, en la Facultad de Ciencias Jurídicas y Políticas (UCES) y desde 2009 de Principios Generales del Derecho, Ética y Ética Jurídica en la Facultad de Derecho y Ciencias Sociales (UB) donde integró además Tribunales de defensa de Trabajo Final de Carrera y Coloquios de designación de profesores. 
Participó como ponente, panelista y conferencista en una decena de Congresos, Jornadas y Debates siendo miembro fundador del Foro Argentino de Tribunales de Ética, Disciplina y Conducta de Abogados de las Provincias y Circunscripciones de la República Argentina (FATEA).

## Algunas obras

### Libros

##### En alemán
- Einführung in die philosophie der juristischen welt. Forum Accademico, 2017. ISBN 978-987-27699-2-5

##### En español
- La formación del derecho mercantil, Editorial Perspectivas Jurídicas, Buenos Aires, 2005. ISBN 987-22345-1-5
- Responsabilidad penal de las personas jurídicas, Editorial Perspectivas Jurídicas, Buenos Aires, 2004. ISBN 987-22345-0-7
- La noción trialista del derecho. Editorial Perspectivas Jurídicas, Buenos Aires, 2006. ISBN 987-22345-2-3 ISBN 978-987-22345-2-2
- Etica filosófica occidental: de Váttimo a Platón. Forum Accademico, 1a ed. 2a reimp., Buenos Aires, 2013. ISBN 978-987-27699-0-1
- Sistemas Jurídicos Comparados. Editorial Perspectivas Jurídicas, Buenos Aires, 2014. ISBN 978-987-22345-6-0
- Algunas respuestas jurídicas, bioéticas y convergentes sobre las técnicas de reproducción humana asistida. Editorial Perspectivas Jurídicas, 2017. ISBN 978-987-22345-7-7
- Desarrollos trialistas. Editorial Perspectivas Jurídicas, Buenos Aires, 2017.  ISBN 978-987-22345-8-4

##### En italiano
- Sistema giuridico romano. Forum Accademico, 2017. ISBN 978-987-27699-3-2

### Artículos
- "Aproximaciones bioéticas a las respuestas jurídicas sobre las técnicas de reproducción humana asistida en el mundo jurídico argentino", Revista Ratio Iuris, Revista de Derecho Privado, Vol. 5, Núm. 2 (2017), ISSN: 2347-0151.
- “Apuntes sobre la responsabilidad penal de las personas jurídicas”, Revista Argentina de Derecho Empresario número 5, pp. 13-121, Ad-Hoc, Buenos Aires, 2006. ISSN 1669-4058
- “Metodología jurídica trialista”, Dos Filosofías del derecho argentinas anticipatorias. Homenaje a Werner Goldschmidt y a Carlos Cossio, pp. 13-26, Fundación para las Investigaciones Jurídicas,  Rosario, 2007. ISBN 978-950-652-021-2
- “Personalidad jurídica en las sociedades comerciales”, Estudios de Derecho Comercial moderno. Homenaje al Profesor Dr. Osvaldo R. Gómez Leo, Lexis Nexis, Buenos Aires, 2007. ISBN 9789875923027
- “Desarrollos metodológicos trialistas”, Revista Doctrina Jurídica número 2/3, pp. 3-27, Buenos Aires, 2009. ISSN 1853-0338
- “Dimensión axiológica del Derecho Mercantil”, Revista Doctrina Jurídica número 4, pp. 21-43, Buenos Aires, 2009. ISSN 1853-0338
- “Un caso de complejidad y Derecho”. Derecho y Complejidad, Universidad Nacional del Centro (Provincia de Buenos Aires), Facultad de Derecho, Azul, diciembre de 2011. ISBN 978-950-658-288-3.

## Disertaciones
"Una perspectiva académica y teórica para la comprensión del problema del narcotráfico y crimen organizado con un horizonte a futuro". Narcotráfico y crimen organizado, Facultad de Derecho y Ciencias Políticas, UCES, Buenos Aires, 5 de mayo de 2017. 
“La estrategia jurídica en los desarrollos trialistas. Un desafío del Derecho en la nueva era “Pos”. IV Jornada Nacional de Estrategia Jurídica, Facultad de Derecho, Universidad Nacional de Rosario, Rosario, 28 de agosto de 2017.

## Actividad profesional
- Titular del Estudio Banchio & Asociados
- Miembro del Instituto de Derecho Societario del Colegio Público de Abogados de la Capital Federal (CPACF),
- Director de la Revista Doctrina Jurídica,[3]
- Consejo de Redacción de la Revista Argentina de Derecho Civil[4]